# Prezydenci Gujany

## Chronologiczna lista
| Osoba | Osoba   | Osoba                      | Kadencja            | Kadencja            | Partia polityczna       |
| #     | Portret | Imię i nazwisko            | Od                  | Do                  | Partia polityczna       |
| ----- | ------- | -------------------------- | ------------------- | ------------------- | ----------------------- |
| 1     |         | Arthur Chung (1918–2008)   | 17 marca 1970       | 6 października 1980 | bezpartyjny             |
| 2     |         | Forbes Burnham (1923–1985) | 6 października 1980 | 6 sierpnia 1985     | Ludowy Kongres Narodowy |
| 3     |         | Desmond Hoyte (1929–2002)  | 6 sierpnia 1985     | 9 października 1992 | Ludowy Kongres Narodowy |
| 4     |         | Cheddi Jagan (1918–1997)   | 9 października 1992 | 6 marca 1997        | Ludowa Partia Postępowa |
| 5     |         | Samuel Hinds (1943–)       | 6 marca 1997        | 19 grudnia 1997     | Ludowa Partia Postępowa |
| 6     |         | Janet Jagan (1920–2009)    | 19 grudnia 1997     | 11 sierpnia 1999    | Ludowa Partia Postępowa |
| 7     |         | Bharrat Jagdeo (1964–)     | 11 sierpnia 1999    | 3 grudnia 2011      | Ludowa Partia Postępowa |
| 8     |         | Donald Ramotar (1950–)     | 3 grudnia 2011      | 16 maja 2015        | Ludowa Partia Postępowa |
| 9     |         | David Granger (1945–)      | 16 maja 2015        | 2 sierpnia 2020     | APNU-AFC                |
| 10    |         | Irfaan Ali (1980–)         | 2 sierpnia 2020     |                     | Ludowa Partia Postępowa |